# K2-72
Désignations
K2-72, également désignée EPIC 206209135, est une étoile de la constellation du Verseau. Il s'agit d'une naine rouge froide de classe spectrale M2.7V et située à ∼ 217 a.l. (∼ 66,5 pc) de la Terre. Elle est connue pour héberger quatre exoplanètes, toutes de taille similaire à la Terre, l'une d'entre elles résidant dans la zone habitable.

## Nomenclature et historique
K2-72 est également désignée sous le nom de catalogue 2MASS J22182923-0936444. Son numéro dans l'Ecliptic Plane Input Catalog est EPIC 206209135.
Les compagnons planétaires de l'étoile ont été découverts par la mission Kepler de la NASA, un projet dont l'objet est la découverte de planètes en transit autour de leur étoile. La méthode des transits, celle utilisée par Kepler, consiste à détecter les infimes baisses de luminosité des étoiles. Ces baisses de luminosité peuvent être interprétées comme le passage d'une planète devant leur étoile observée depuis de la Terre. Le nom K2-72 signifie simplement que l'objet est la 72e étoile découverte par la mission K2 pour laquelle la présence de planètes a été confirmée.
La désignation b, c, d et e dépend de l'ordre de découverte de la planète. La désignation b est donnée à la première planète en orbite autour d'une étoile donnée, et e à la dernière. Dans le cas de K2-72, quatre planètes ont été détectées, donc les lettres de b à e ont été utilisées. À l'époque de la découverte, les planètes étaient toutes considérées comme plus petites que la Terre. Cependant, en 2017, une nouvelle analyse de Martinez et al. et Courtney Dressing est revenue sur les premières estimations : K2-72 serait significativement plus grande qu'estimée auparavant et il a été calculé que les planètes seraient toutes plus grandes que la Terre, leur nature rocheuse n'étant cependant pas remise en question.

## Caractéristiques stellaires
K2-72 est une étoile de type M représentant environ 27 % de la masse et 33 % du rayon du Soleil, selon l'analyse faite par Dressing et al. Les résultats présentés par Martinez et al. suggèrent que l'étoile est plus volumineuse et massive, présentant environ 36 % du rayon et de la masse du Soleil. Les deux études donnent une estimation de la luminosité située entre 0,013 et 0,015 luminosité solaire. La température de surface est estimée comprise entre 3 360 et 3 370 K et l'âge de l'étoile est inconnu. À titre de comparaison, le Soleil présente une température de surface de 5 778 K.
La magnitude apparente de l'étoile, soit sa luminosité vue depuis la Terre, est de 15,309. Par conséquent, elle est trop faible pour être visible à l'œil nu et peut être uniquement observée avec un télescope.

## Système planétaire
L'étoile est connue pour héberger quatre planètes, toutes susceptibles d'être rocheuses. Une seule, K2-72 e, est actuellement connue pour résider à l'intérieur de la zone habitable de l'étoile hôte, bien que K2-72 c puisse en chevaucher le bord intérieur.
| Planète | Masse | Demi-grand axe (ua) | Période orbitale (jours) | Excentricité | Inclinaison | Rayon          |
| ------- | ----- | ------------------- | ------------------------ | ------------ | ----------- | -------------- |
| b       | —     | 0,043 8             | 5,577 4                  |              |             | 1,15 ± 0,20 R🜨 |
| c       | —     | 0,054 6             | 7,76                     |              |             | 1,10 ± 0,20 R🜨 |
| d       | —     | 0,085 5             | 15,187 1                 |              |             | 1,30 ± 0,22 R🜨 |
| e       | —     | 0,116               | 24,166 9                 |              |             | 1,25 ± 0,22 R🜨 |